# Krafton
Krafton Inc. (koreanisch 주식회사 컴퍼니 크래프톤) ist eine 2018 gegründete südkoreanische Holding-Gesellschaft und Publisher von Computerspielen mit Sitz in Bundang-gu, Seongnam. Zu den bekannten Marken von Krafton gehören TERA, PUBG: Battlegrounds, Natural Selection und Subnautica. Gründer und bis heute größter Anteilseigner von Krafton ist der Südkoreaner Chang Byung-gyu.
Die Tochtergesellschaften der Holding umfassen Bluehole Studio, PUBG Studios, Striking Distance Studios, RisingWings, Dreamotion Inc., Thingsflow, Unknown Worlds Entertainment sowie 5minlab Corporation und inZOI Studio.
2024 wurde das Spiel inZOI angekündigt, welches besonderes Aufsehen in der Öffentlichkeit generierte, da es dem Lebenssimulationsspiel Die Sims in vielen Punkten ähnelt. Von vielen Usern und Fans des Die-Sims-Franchise wird behauptet, dass inZOI dem bisherigen Marktführer erstmalig Konkurrenz machen könnte.

## Spiele
| Jahr | Titel                                | Entwickler                   |
| ---- | ------------------------------------ | ---------------------------- |
| 2011 | TERA                                 | Bluehole                     |
| 2017 | PUBG: Battlegrounds                  | PUBG Studios                 |
| 2018 | PUBG Mobile                          | LightSpeed & Quantum Studio  |
| 2018 | Subnautica                           | Unknown Worlds Entertainment |
| 2019 | Mistover                             | Krafton                      |
| 2021 | Battlegrounds Mobile India           | Krafton                      |
| 2021 | New State Mobile                     | PUBG Studios                 |
| 2021 | Thunder Tier One                     | Krafton                      |
| 2022 | The Callisto Protocol                | Striking Distance Studios    |
| 2023 | Road to Valor: Empires               | Dreamotion Inc.              |
| 2023 | Defense Derby                        | Rising Wings                 |
| 2023 | Kill the Crows                       | 5minlab                      |
| 2025 | inZOI                                | inZOI Studio                 |
| 2025 | Subnautica 2                         | Unknown Worlds Entertainment |
| TBA  | Moonbreaker                          | Unknown Worlds Entertainment |
| TBA  | Dinkum                               | James Bendon                 |
| TBA  | Dark and Darker Mobile (Soft Launch) | Bluehole                     |